# Kamienica Pod Świętym Józefem w Krakowie
Kamienica Pod Świętym Józefem (znana także jako Kamienica Czuszowska, Kamienica Stalmachowska) – zabytkowa kamienica znajdująca się w Krakowie, w dzielnicy I przy ulicy Floriańskiej 20, na Starym Mieście.

## Historia
Kamienica została wzniesiona w XIV wieku. W pierwszej połowie XVI wieku była własnością ks. Stanisława Borka, kanonika krakowskiego i kantora katedry poznańskiej. W drugiej połowie XVI wieku należała do Erazma Gałki, Stojowskich i Wojciecha Wałaszka. Na początku XVII była własnością rodziny Raciborskich, a następnie Świechowskich, Struzinów, Czyżowskich i Stalmachowiczów. W II połowie XVII wieku została uszkodzona przez pożar, po którym zniszczoną część odbudowano jako drewnianą. Rewizja urzędowa z 1682 wymienia budynek jako dwupiętrowy z murowano-drewnianą fasadą. Na początku XVII wieku kamienica była własnością rodziny Stalmachów, a następnie Zeydlerów. Przed 1743 wzniesiono dwupiętrową oficynę tylną z podpiwniczeniem. W drugiej połowie XVIII wieku kamienica należała do rajcy Feystmantla, a na przełomie XVIII i XIX wieku do rodziny Kubeckich. W 1861 na zlecenie Andrzeja Dutkiewicza wstawiono nowy portal o półkolistym zwieńczeniu, ozdobiony boniowaniem. W latach 70. XIX wieku kamienica była własnością rodziny Feigów. W 1896 na zlecenie Stanisława Banasia nadbudowano trzecie piętro oraz przebudowano gruntownie fasadę według projektu Jana Hercoka. Przed przebudową fasada, o klasycystycznym wystroju, była podzielona w partii pięter pilastrami oraz zwieńczona attyką. Okna drugiego piętra były mniejsze od okien pierwszego piętra, a nad środkowym oknem drugiego piętra znajdowała się płaskorzeźba św. Józefa z Dzieciątkiem. Nowa fasada otrzymała wystrój eklektyczny, a płaskorzeźbę św. Józefa znad okna drugiego piętra, zastąpiono zaszklonym obrazem nad środkowym oknem pierwszego piętra. Na początku XX wieku kamienica należała do rodziny Sataleckich. W II połowie XX wieku usunięto z fasady obraz św. Józefa.

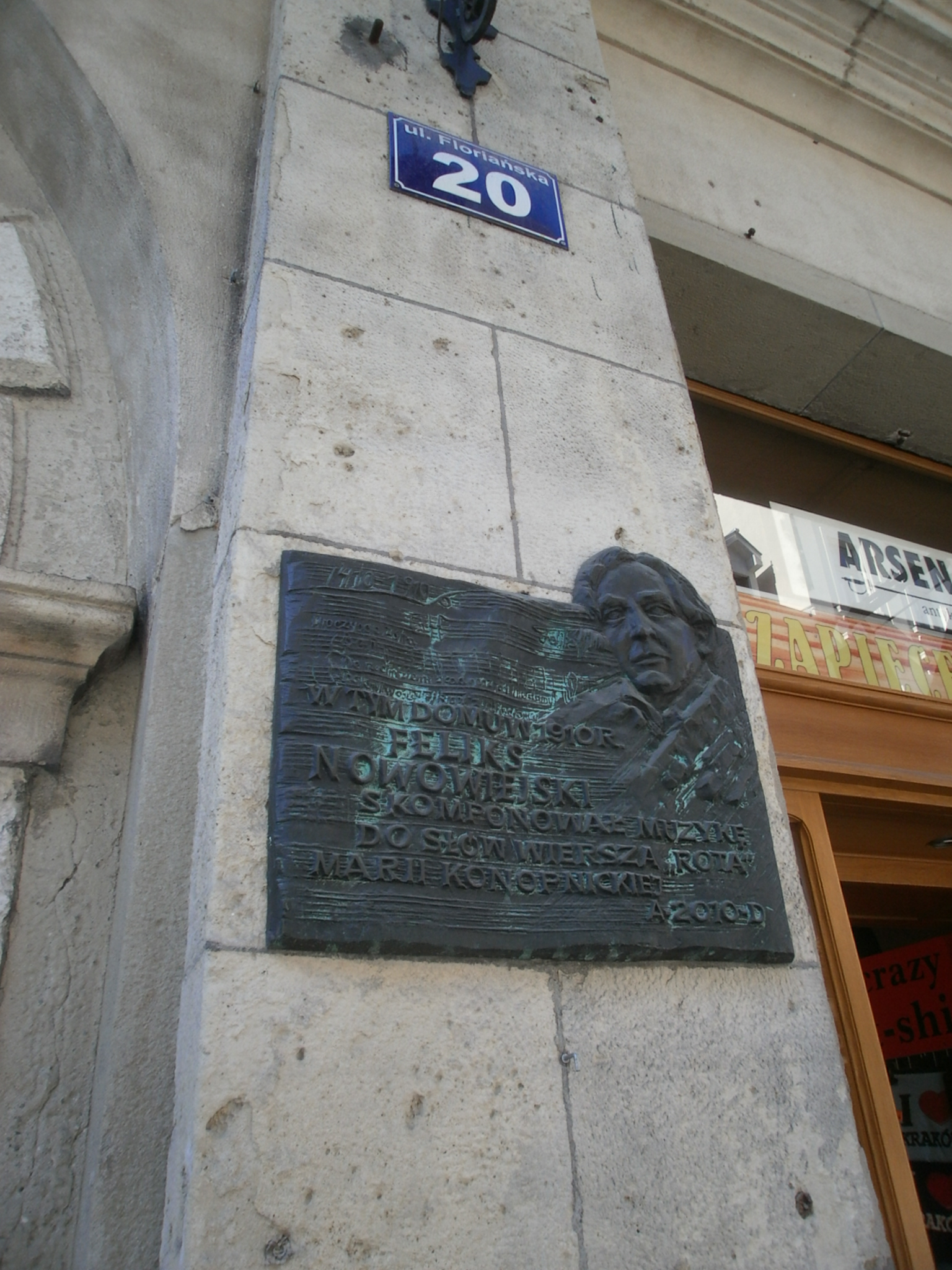
Tablica upamiętniająca Feliksa Nowowiejskiego

15 czerwca 1967 kamienica została wpisana do rejestru zabytków. Znajduje się także w gminnej ewidencji zabytków.

## Architektura
Kamienica ma cztery kondygnacje. Fasada, o eklektycznym wystroju, ma trzy osie. W środkowej osi parteru znajduje się boniowany, półkoliście zwieńczony portal z 1861. Parter i pierwsze piętro oraz pierwsze i drugie piętro oddzielone są gzymsami. Okna pierwszego piętra ozdobione są gzymsowymi frontonami, w skrajnych osiach także kartuszami i girlandami, okna drugiego piętra – gzymsami nadokiennymi, a okna trzeciego piętra – kluczami. Budynek wieńczy gzyms koronujący, pod którym znajduje się fryz.